# ساز انتقالی

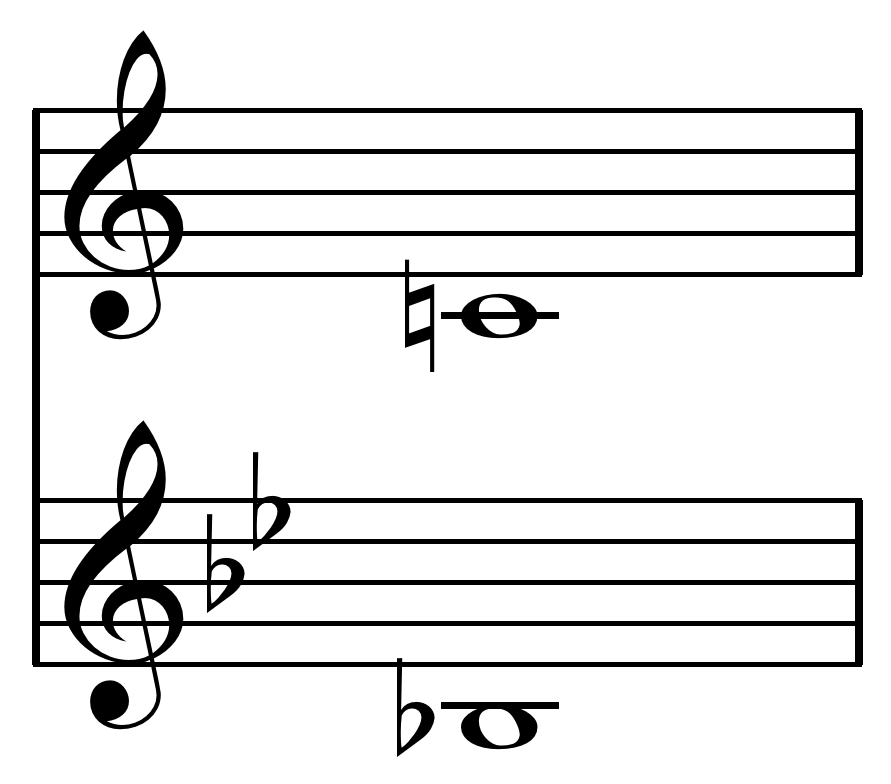
خط بالا نت نوشته شده و خط پایین صدای حاصله در کلارینت سی بمل

ساز انتقالی (انگلیسی: Transposing instrument) سازی است که نت نوشته شده برای آن در پارتیتور با صدای حاصل شده در اجرا متفاوت است و این نواک  یا فاصله  هنگام اجرا شنیده می شود. برای مثال نت «دو» نوشته شده برای «کلارینت سی‌بمل» در اجرا، «سی‌بمل» صدا خواهد داد و همیشه با یک پرده اختلاف با نت نوشته شده صدا می‌دهد و در ساز «هورن در فا» نت «دو» نوشته شده برای این ساز، نت «فا» (یک پنجم درست پایین‌تر) صدا می‌دهد. و به همین ترتیب در روش نامگذاری برای دیگر سازهای انتقالی بر مبنای نتِ «دو» در نوشتار، صدای حاصله در پسوندِ نام ساز قرار می‌گیرد.